# Tanafjorden
Tanafjorden (płn-lap. Deanuvuotna) – fiord w północnej Norwegii, część Morza Barentsa. Administracyjnie znajduje się w okręgu Troms og Finnmark, na obszarze gmin Gamvik, Berlevåg i Tana. Orientacja fiordu to północ-południe. Zaczyna się w małej miejscowości o nazwie Smalfjord. Długość fiordu to ok. 65 km, szerokość od 8 do 12 km. Jest on czwartym pod względem długości fiordem w Norwegii (po Porsangen, Varangerfjorden i Laksefjorden). 
Tanafjord oddziela dwa półwyspy: Nordkinn na zachodzie i Varanger na wschodzie. Uchodzi do niego rzeka Tana. Na brzegach zatoki znajduje się kilka miejscowości, m.in. Vestertana, Austertana, Trollfjorden, Skjånes, Nervei i Store Molvik. 